# Mountain King Studios
Mountain King Studios (в более ранний период известная как «Cygnus Studios») — компания по разработке компьютерных игр, образованная программистом Скоттом Хостом. Штаб-квартира компании находится в Чикаго.

## Игры, выпушенные под именем Cygnus Studios
- Galactix
- Raptor: Call of the Shadows
- Strife

## Игры, выпущенные под именем Mountain King Studios
- Demonstar
- DemonStar — Secret Missions 1
- DemonStar — Secret Missions 2
- Juno Nemesis
- Swarm Rampage
- Swarm Assault
- Hypertron 2
- Treasure Fall
- Raptor: Call of the Shadows (на операционную систему Windows)
- Galactix (на операционную систему Windows)
- Xarlor — Infinite Expanse